# Farkaslaka

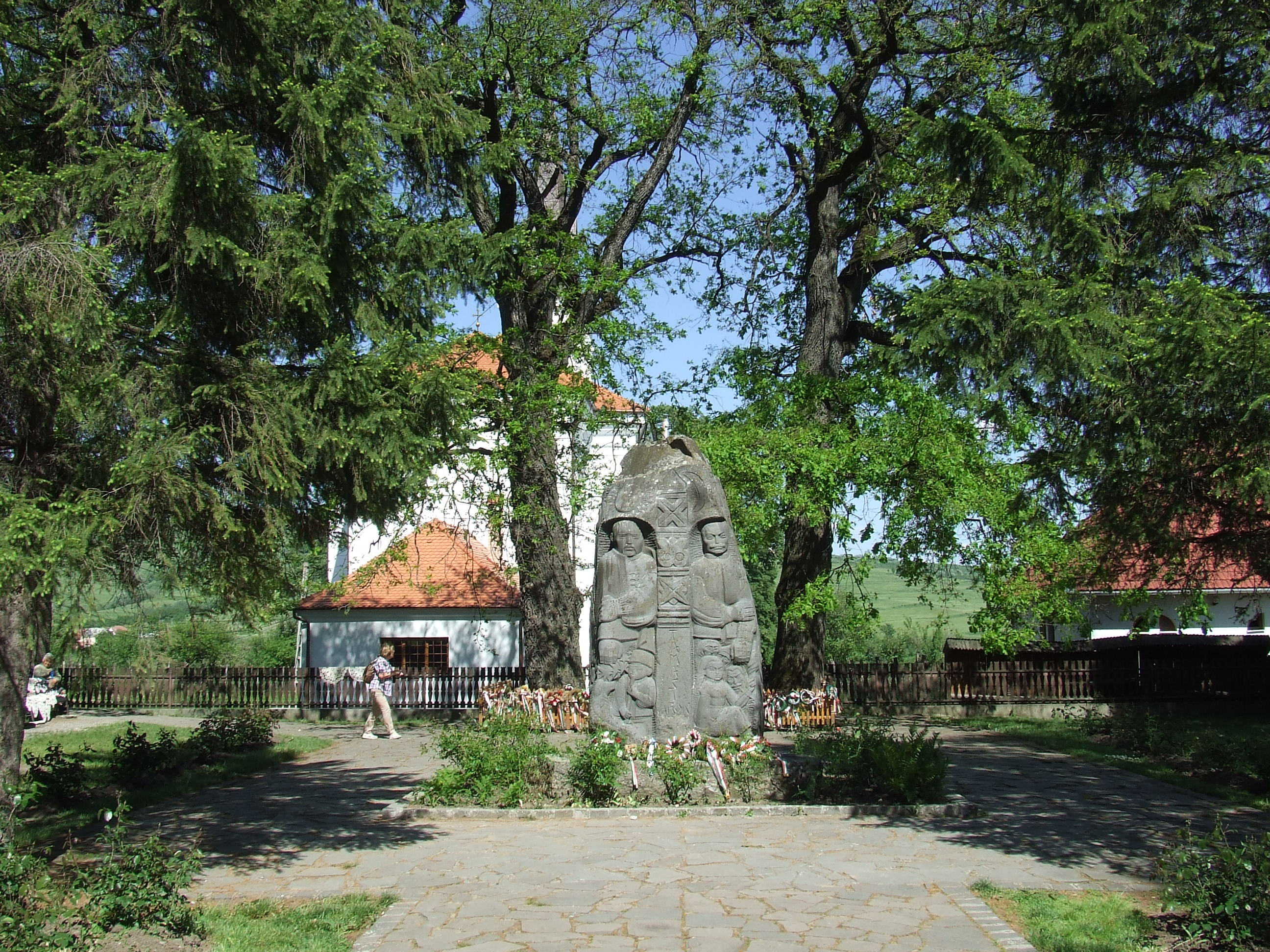
Farkaslaka, Tamási Áron síremléke

Farkaslaka (románul Lupeni, első román neve 1854-ből való: Fărcașlăcă, később Fărcăsfălău. németül Wolfsdorf) falu Romániában Hargita megyében. A Felső-Nyikó mente legjelentősebb községe.

## Fekvése
Székelyudvarhelytől 13 km-re északnyugatra a Nyikó nevű patak két partján, a Gordon-tető nyugati előterében fekszik.

## Nevének eredete
A település neve eredhet a régi pogány időkből a farkas totemállat nevéből, viszont a hagyomány szerint a közeli erdőkben sok farkas lakott, amelyek néha a faluba is bemerészkedtek, és az őrizetlenül hagyott lovakat megtámadták. Így a farkas lakta névből eredhet a Farkaslaka név.  A román Lupeni a magyar név tükörfordítása (román lup = farkas).
Bonda János erről így ír Farkaslaka közönség leírása című beszámolójában: 
"...Itt a határunkon volt egy Péterfalva,
És annak létezett tizenhat lakosa,
Azok közül egynek volt itt benn egy malma,
Hova a többi mind őrölni bejárna,
Azok közül egyik őrölni béjönne,
's az egy kantzájával szerencsétlen leve,
Mivel a farkasok falásig meg evék,
Mig a gabonáját ottan meg örölék,
Vissza menve buson panaszlá többinek,
Okoskodtak, hogy már azzal mit tegyenek,
Feltalálák azt, hogy jöjjenek bé lakni,
És a malom mellöl az erdőt kiírtni,
Ugy is tettek ök mind irtván épitettek,
Rendre egymás után oda helyezkedtek,
A' sok farkasokat lakokbol elüzték,
És Farkaslakának a helyet nevezték..."

## Története
A hagyomány szerint tehát, amit korabeli leletek is bizonyítanak, a falu eredetileg a 2 km-re keletre levő 
magaslati dombokon feküdt, és Péterfalva volt a neve. Talán rossz megközelíthetősége és a völgyben futó Nyikó patak gazdasági előnyei miatt hagyták el lakói, amikor a mai Farkaslaka területére telepedtek.
1566 -ban említi első ízben írásos dokumentum Farkaslaka néven.

## Lakói
1910-ben 1327 lakosából 1326 székely-magyar és 1 német. A trianoni békeszerződésig Udvarhely vármegye Udvarhelyi járásához tartozott. 1992-ben 1865 lakosából, 1851 székely-magyar, 13 román, 1 német volt. Székely eredetű lakói a magyar népesség történelmi területein elterjedt nyelvújítás utáni magyar nyelvet használják anyanyelvként, de több helyi szó és kifejezés tarkítja nyelvüket. A székely-sziget adta körülmények miatt is a lakosság töredéke tud csupán a hivatalos állami nyelven, románul, elfogadhatóan írni, olvasni és beszélni. Hagyományos foglalkozás a szénégetés, amit a falu lakói közül még ma is többen űznek.

## Viselet
Férfiaknál hagyományosan fehér gyapjúposztó alapú székely harisnya, leginkább fekete sújtással, és székely ing kis mellénnyel, amit árvalányhajas báránybőr sapka vagy ritkán kalap és magas szárú fekete csizma egészít ki. A székely harisnya szorosan testre simuló szabása jelzi e nép erdei munkájának kívánalmait. A női viseletet szintén fekete csizma jellemzi, a fehér harisnya fölött  színes szoknya, amelyet a székelység és a magyarság színei, a fekete, piros és zöld függőlegesen csíkozott váltakozása tesz díszessé. A szoknyát a hátul derékban megkötött fehér alapú gyakran pirossal hímzett kötény díszíti. A női fehér ing fölött a szoknyához hasonló csíkos mellény a viselet, míg a hajban díszes, általában piros alapú gyöngyökkel díszített pártát viselnek. Manapság csupán a hagyományos őszi szüreti-bálon, vagy más kivételes alkalmakkor viselik a legények és lányok.

## Látnivalók
- Római katolikus temploma 1842 és 1848 között épült klasszicista stílusban Nepomuki Szent János tiszteletére.
- Tamási Áron (1897–1966) székely író szülőfaluja, sírja két cserfa között a templom mögött áll, síremléke egy kvarcitkődombormű, Szervátiusz Jenő és Tibor alkotása. Szülőháza emlékmúzeum.
- Fából faragott Mária szobor a Gordon-hegy oldalában.
- Jézus szíve kilátó

## Híres emberek
- Itt született Fancsali Dániel, V. Ferdinánd király gyóntatója.[3]
- Itt születettek Bonda Péter és Bonda János 1848-as huszártisztek.
- Itt született 1857-ben Tamási Áron gyulafehérvári nagyprépost.
- Itt született 1897-ben Tamási Áron magyar író.
- Itt született 1904-ben Tamási Gáspár naiv művész.
- Itt kapott a fejedelemtől udvarházat Bernárdffy János (16. század) követ, diplomata.

## A település az irodalomban
- Itt játszódik Végh Antal Aranyfog című elbeszélése (megjelent az író Forgatás című kötetében).

## Testvértelepülései
- Abony[4]
- Ajak
- Lengyeltóti
- Kemence
- Szabadka